# Jun Ogawauchi
Jun Ogawauchi (小川内潤 Ogawauchi Jun?) (11 de enero de 1979) es un luchador profesional japonés, conocido por su trabajo en Toryumon.

## Carrera

### Toryumon (2001-2004)
Ogawauchi debutó en Toryumon México a mediados de 2001, siendo derrotado por Shuji Kondo. A pesar de ser uno de los luchadores de mayor habilidad de su promoción, Jun no alcanzó un éxito tan alto como Kondo, Toru Owashi y el resto de los principales de la clase, y en sus combates contra ellos en Toryumon Japan y más tarde en Toryumon 2000 Project no abundaron las victorias. Después de un feudo con Takayuki Yagi en el que Jun comenzó a ganar combates con regularidad, CIMA, el líder de grupo heel más dominante de Toryumon Japan, Crazy MAX (CIMA, SUWA, TARU & Dandy Fujii), comenzó a interesarse por Jun como un potencial miembro de la banda, después de que Ogawauchi ayudase a SUWA durante un ataque de M2K (Masaaki Mochizuki, Susumu Mochizuki, Yasushi Kanda, Darkness Dragon & Genki Horiguchi). Jun debió ver interrumpida esta posibilidad cuando se lesionó en julio de 2002 y debió esperar seis meses antes de volver al ring.
A su retorno, formó un equipo con Takamichi Iwasa, quien estaba siendo entrenado desde hacía tiempo para ser el quinto miembro de Crazy MAX. Sin embargo, después de que Ogawauchi luchase en un combate por equipos sin conclusión contra la división de minis de Crazy MAX, Mini Crazy MAX (Mini CIMA, SUWAcito & Small Dandy Fujii) en marzo de 2003, los miembros de Crazy MAX anunciaron que Ogawauchi, y no Iwasa, había conseguido impresionarles, y que por tanto sería él el siguiente miembro del grupo. Por ello, Ogawauchi adoptó el nombre de JUN y comenzó a esforzarse para ganarse el respeto de sus compañeros, ganando varios combates contra las facciones enemigas de la banda, Italian Connection y Shin M2K. En octubre, CIMA & JUN compitieron en la Rey de Parejas Tag League, donde consiguieron llegar a la final, pero fueron derrotados por Hagure Gundan (Condotti Shuji & YASSHI). En venganza a esto, poco después JUN derrotó a Shuji para ganar el British Commonwealth Junior Heavyweight Championship, siendo el último luchador en poseer el título antes de que fuera desactivado. No obstante, JUN sufriría una lesión de hombro pasado un mes que le mantendría el resto del año inactivo.
En febrero de 2004, sólo dos meses después de volver de su inactividad, Ogawauchi volvió a lesionarse, siéndole diagnosticada una grave lesión cervical por la que debería abandonar la lucha libre profesional. Por ello, JUN recibió una ceremonia de despedida por parte de Crazy MAX, y seguidamente, Ogawauchi dejó Toryumon.

### Dragondoor (2005-2006)
El 19 de julio de 2005, Ogawauchi se reencontró con varios de sus compañeros de Toryumon 2000 Project en la recién creada empresa Dragondoor, fundada por luchadores y promotores descontentos con Dragon Gate, el nuevo nombre de Toryumon Japan tras su secesión.
Habiéndose retirado el año anterior, Ogawauchi no luchó para la empresa, ocupándose de tareas de backstage y anunciador de ring, al igual que su colegas Kinya Oyanagi y Mototsugu Shimizu. En varios de sus momentos de protagonismo, Ogawauchi entró en un cómico feudo fuera del ring con el luchador homosexual Máximo, quien le acosaba constantemente. Meses después, en febrero de 2006, Dragondoor cerró, siendo reabierta bajo el nombre de Pro Wrestling El Dorado.

### Pro Wrestling El Dorado (2006-2008)
Ogawauchi fue transferido a Pro Wrestling El Dorado, donde siguió como anunciador de ring. Para encajar con el tema "aventurero" del nombre de la promoción, Jun y el resto del personal del ring vestían de piratas, en una reminiscencia a Jack Sparrow de Pirates of the Caribbean: The Curse of the Black Pearl. Ogawauchi permaneció con la empresa hasta su cierre en 2008.

### Secret Base (2009-presente)
El 20 de octubre de 2009, Ogawauchi volvió al ring después de cinco años de inactividad, participando en la promoción Secret Base, creada de las cenizas de El Dorado. Jun fue declarado miembro del grupo de veteranos de Toryumon, y formó un equipo con Mototsugu Shimizu y Amigo Suzuki.

### Big Japan Pro Wrestling (2011-presente)
En 2011, Ogawauchi comenzó a aparecer en Big Japan Pro Wrestling, acompañado por más miembros de Secret Base.

## En lucha
- Movimientos finales
  - Chandra no Hikari[4] (Arm trap gutwrench brainbuster) - 2009-presente
  - Samurai Lock[1][2] (Leg trap full Nelson camel clutch) - 2001-2004
  - Onifuusha[2] (Fireman's carry sitout front slam, a veces agarrando el brazo del oponente)[n. 1] - 2001-2004
  - Onifuusha-Gatame[5] (Fireman's carry sitout front slam derivado en side cradle pin) - 2001-2004

- Movimientos de firma
  - Tsumuji[1][2] (Jumping corkscrew roundhouse kick a la cabeza de un oponente agachado)[n. 2]
  - Arm twist seguido de low-angle hook kick a la pierna del oponente
  - Bridging German suplex
  - Cross armbar
  - Cutthroat bow and arrow strecht
  - Diving elbow drop
  - Elevated Boston crab
  - Indian deathlock abdominal strecht
  - Modified figure four leglock
  - Rolling headscissors takedown derivado en cross kneelock
  - Running jumping knee drop
  - Shin breaker
  - Snapmare seguido de running low-angle dropkick a la cara del oponente y finalizado con jackknife pin
  - Sunset flip
  - Varios tipos de kick:
    - Drop, a veces desde una posición elevada
    - Jumping high
    - Savate
    - Sole
    - Spinning roundhouse

- Mánagers
  - TARU

## Campeonatos y logros
- Toryumon
  - British Commonwealth Junior Heavyweight Championship (1 vez)

- Secret Base
  - Captain of the Secret Base Openweight Championship (1 vez)
  - Secret Base Six Man Tag Team Tournament (2011) - con Kinya Oyanagi & Ken45º